# Arboretum Riddagshausen

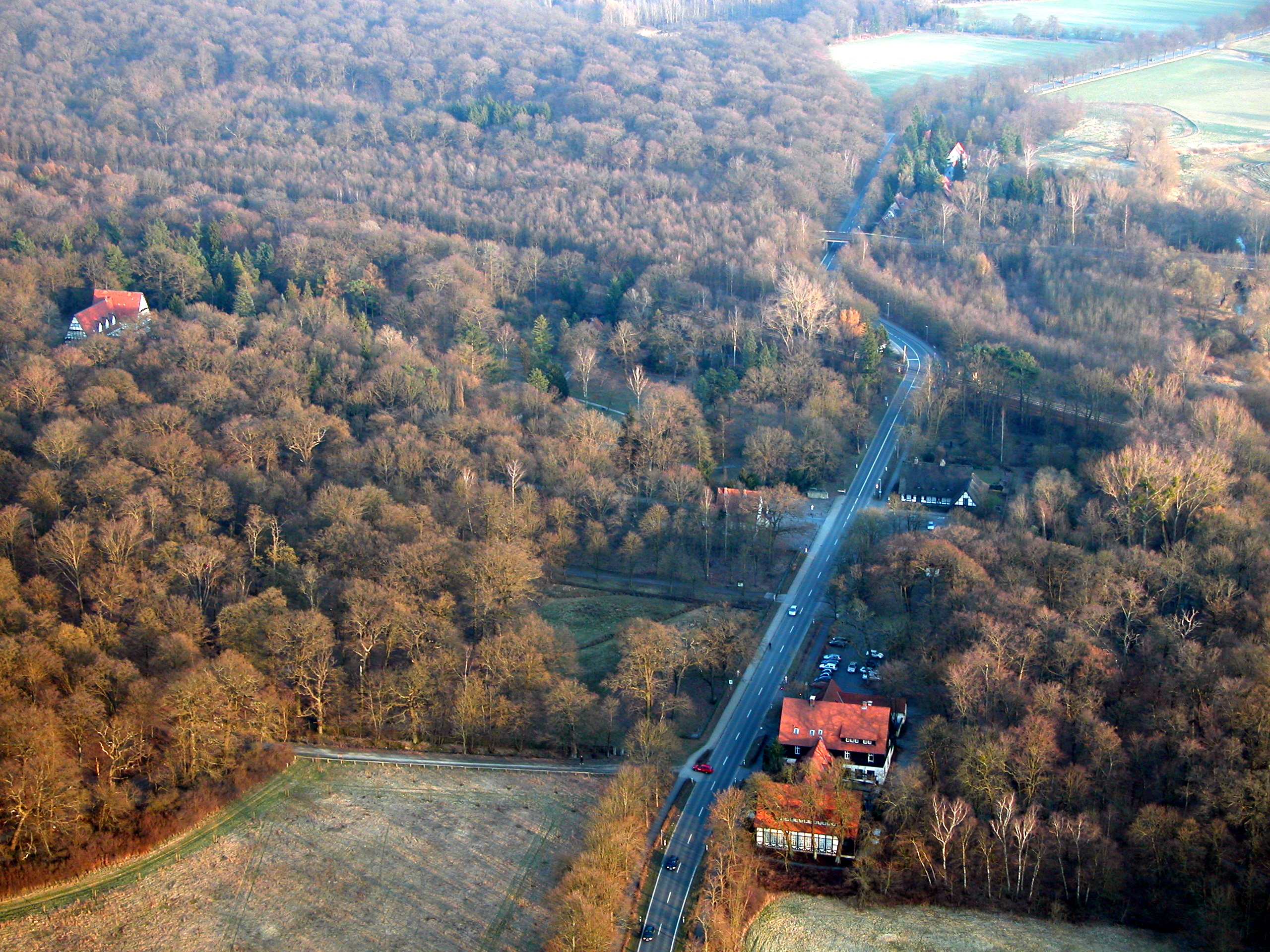
Blick auf das Arboretum (Bildmitte)

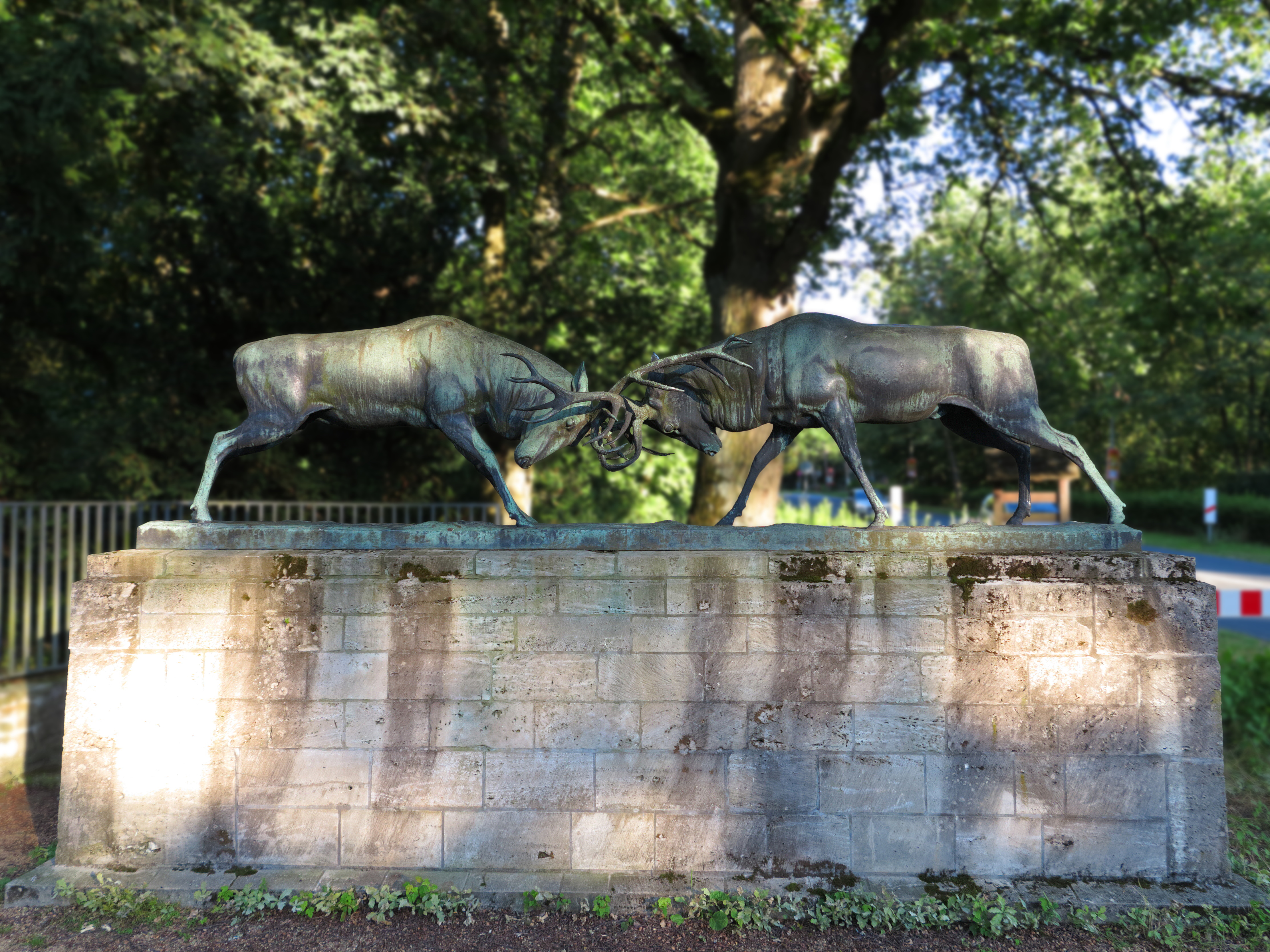
Die Kämpfenden Hirsche am Eingang zum Arboretum

Das Arboretum Riddagshausen ist ein Arboretum aus dem 19. Jahrhundert in der Buchhorst südöstlich des Braunschweiger Stadtteils Riddagshausen. Das Arboretum weist etwa 100 Baumarten auf und befindet sich neben dem Waldforum und dem Wildgehege. Zu den ältesten Bäumen zählt eine Steineiche von 1838.

## Geschichte
Das Arboretum wurde 1838 von Theodor Hartig als Herzoglicher Forstgarten gegründet. Hartig war Professor in der forstlichen Abteilung des Collegium Carolinums. Die drei Hektar große Fläche wurde für den forstbotanischen Unterricht und die Anzucht von Pflanzen benötigt. Hartig entwickelte auf dem Gelände eine bedeutsame baumkundliche Sammlung. Die Deutsche Dendrologische Gesellschaft bezeichnete das Arboretum 1920 als eine der bedeutendsten Baumsammlungen Deutschlands.
Mit dem Bau einer Bahnstrecke im Jahr 1869 und dem Bau des Reichsjägerhofs in den 1930er Jahren musste das Arboretum einige Flächenverluste hinnehmen. 1935 wurde der Forstgarten Bestandteil der Stiftung Reichsjägerhof, die später vom Land Niedersachsen übernommen wurde. 1955 wurde es an die Stadt Braunschweig übergeben.
Nachdem das Arboretum seine ursprüngliche Form größtenteils verloren hatte, wurde es in den Jahren 1998 und 1999 mithilfe der Richard-Borek-Stiftung saniert und in parkähnlicher Form gestaltet. Die Anlage wurde durch Teiche, Bänke und Tische ergänzt. Das Arboretum zählte etwa 80 Baumarten.
Zwischen 2014 und 2016 wurden die Beschilderungen erneuert und der Baumbestand ergänzt.